# Igor Vidaković
Igor Vidaković (Slavonski Brod, 15. siječnja 1983.) bivši je hrvatski nogometni vratar.